# プアー・リトル・ガール
プアー・リトル・ガール（Poor Little Girl)とは、1989年10月23日に発売されたジョージ・ハリスン（George Harrison）の楽曲である。日本では、1989年12月10日にシングル・リリースされた。

## 概要
アルバム「ダーク・ホース 1976-1989」からのシングル。
日本限定リリース。
英国では「チアー・ダウン」のB面に収録されている。

## 収録曲
- プアー・リトル・ガール - (Poor Little Girl)
- ゴーン・トロッポ - (Gone Troppo)